# Kissakari (ö i Birkaland, Tammerfors)
Kissakari är en ö i Finland. Den ligger i sjön Vesijärvi och i kommunen Kangasala i den ekonomiska regionen Tammerfors och landskapet Birkaland, i den södra delen av landet, 150 km norr om huvudstaden Helsingfors. Öns area är 1,9 hektar och dess största längd är 230 meter i nord-sydlig riktning.